# Monacos Grand Prix 2012
Monacos Grand Prix 2012, officiellt Formula 1 Grand Prix de Monaco 2012, var en Formel 1-tävling som hölls den 27 maj 2012 på Circuit de Monaco i Monaco. Det var den sjätte tävlingen av Formel 1-säsongen 2012 och kördes över 78 varv. Vinnare av loppet blev Mark Webber för Red Bull, tvåa blev Nico Rosberg för Mercedes, och trea blev Fernando Alonso för Ferrari.

## Kvalet

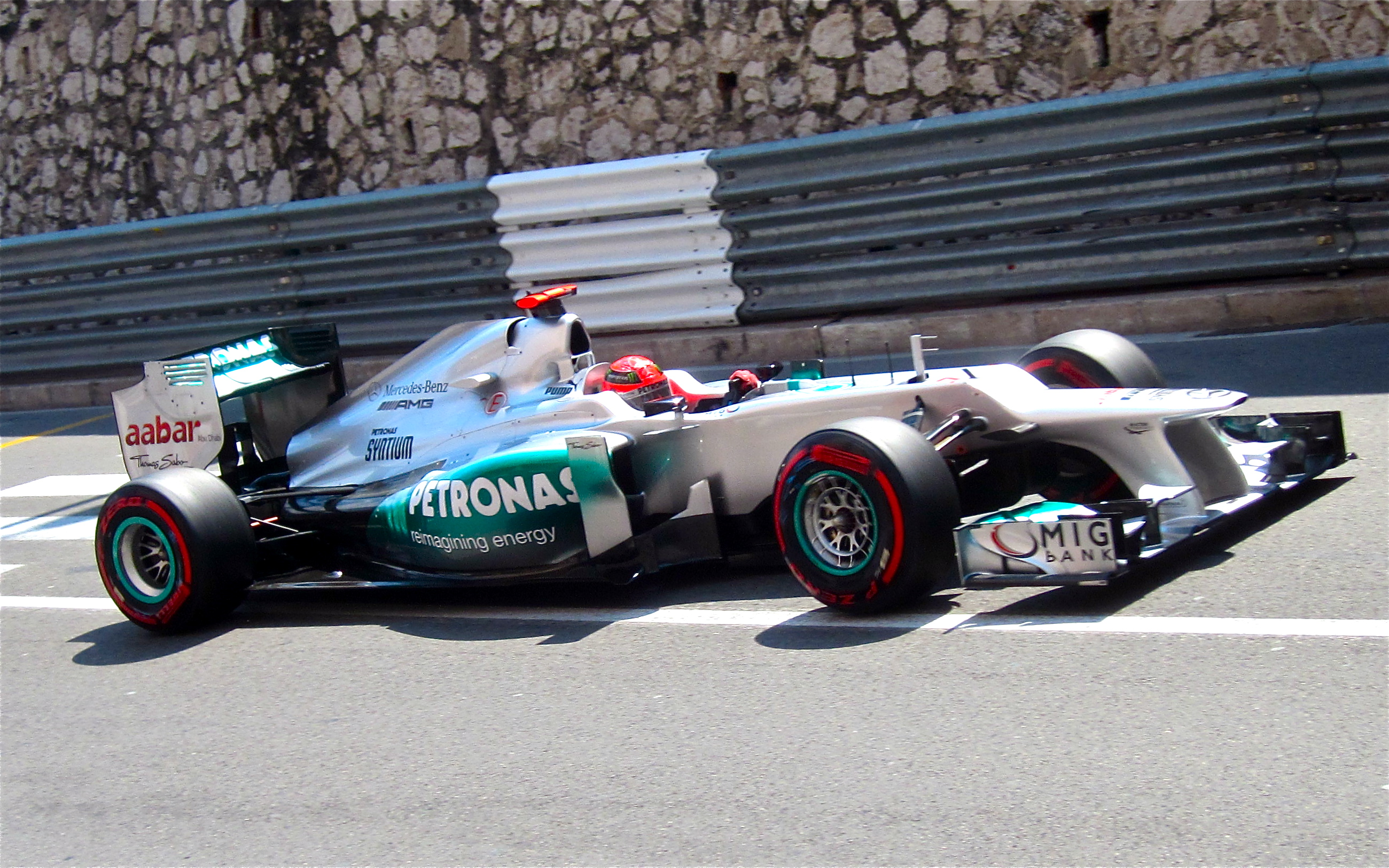
Michael Schumacher satte snabbaste tiden i kvalet, men fick starta från den sjätte startrutan efter att han fått fem platsers nedflyttning från den föregående tävlingen.

| KR. | Nr | Förare             | Konstruktör          | Q1        | Q2       | Q3         | Grid |
| --- | -- | ------------------ | -------------------- | --------- | -------- | ---------- | ---- |
| 1   | 7  | Michael Schumacher | Mercedes             | 1.15,873  | 1.15,062 | 1.14,301   | 61   |
| 2   | 2  | Mark Webber        | Red Bull-Renault     | 1.16,013  | 1.15,035 | 1.14,381   | 1    |
| 3   | 8  | Nico Rosberg       | Mercedes             | 1.15,900  | 1.15,022 | 1.14,448   | 2    |
| 4   | 4  | Lewis Hamilton     | McLaren-Mercedes     | 1.16,063  | 1.15,166 | 1.14,583   | 3    |
| 5   | 10 | Romain Grosjean    | Lotus-Renault        | 1.15,718  | 1.15,219 | 1.14,639   | 4    |
| 6   | 5  | Fernando Alonso    | Ferrari              | 1.16,153  | 1.15,128 | 1.14,948   | 5    |
| 7   | 6  | Felipe Massa       | Ferrari              | 1.15,983  | 1.14,911 | 1.15,049   | 7    |
| 8   | 9  | Kimi Räikkönen     | Lotus-Renault        | 1.15,889  | 1.15,322 | 1.15,199   | 8    |
| 9   | 18 | Pastor Maldonado   | Williams-Renault     | 1.16,017  | 1.15,026 | 1.15,245   | 242  |
| 10  | 1  | Sebastian Vettel   | Red Bull-Renault     | 1.15,757  | 1.15,234 | Ingen tid3 | 9    |
| 11  | 12 | Nico Hülkenberg    | Force India-Mercedes | 1.15,418  | 1.15,421 |            | 10   |
| 12  | 14 | Kamui Kobayashi    | Sauber-Ferrari       | 1.15,648  | 1.15,508 |            | 11   |
| 13  | 3  | Jenson Button      | McLaren-Mercedes     | 1.16,399  | 1.15,536 |            | 12   |
| 14  | 19 | Bruno Senna        | Williams-Renault     | 1.15,923  | 1.15,709 |            | 13   |
| 15  | 11 | Paul di Resta      | Force India-Mercedes | 1.16,062  | 1.15,718 |            | 14   |
| 16  | 16 | Daniel Ricciardo   | Toro Rosso-Ferrari   | 1.16,360  | 1.15,878 |            | 15   |
| 17  | 17 | Jean-Éric Vergne   | Toro Rosso-Ferrari   | 1.16,491  | 1.16,885 |            | 16   |
| 18  | 20 | Heikki Kovalainen  | Caterham-Renault     | 1.16,538  |          |            | 17   |
| 19  | 21 | Vitalij Petrov     | Caterham-Renault     | 1.17,404  |          |            | 18   |
| 20  | 24 | Timo Glock         | Marussia-Cosworth    | 1.17,947  |          |            | 19   |
| 21  | 22 | Pedro de la Rosa   | HRT-Cosworth         | 1.18,096  |          |            | 20   |
| 22  | 25 | Charles Pic        | Marussia-Cosworth    | 1.18,476  |          |            | 21   |
| 23  | 23 | Narain Karthikeyan | HRT-Cosworth         | 1.19,310  |          |            | 22   |
| 24  | 15 | Sergio Pérez       | Sauber-Ferrari       | Ingen tid |          |            | 234  |

| Vidare från första kvalrundan ▬▬ Vidare från andra kvalrundan ▬▬ |

Noteringar:
- ^1  — Michael Schumacher fick fem platsers nedflyttning för att ha orsakat en kollision med Bruno Senna under den föregående tävlingen.[1]
- ^2  — Pastor Maldonado fick tio platsers nedflyttning för att ha orsakat en kollision med Sergio Pérez under det tredje träningspasset.[2] Han fick dessutom fem platser nedflyttning för ett otillåtet växellådsbyte.[3]
- ^3  — Sebastian Vettel misslyckades att sätta en varvtid i den tredje kvalomgången.[4]
- ^4  — Sergio Pérez misslyckades att sätta en varvtid i kvalet. Han fick starta loppet efter att han fått dispens från tävlingsledningen.[5]

## Loppet
| Pos. | Nr | Förare             | Konstruktör          | Varv | Tid             | Grid | P  |
| ---- | -- | ------------------ | -------------------- | ---- | --------------- | ---- | -- |
| 1    | 2  | Mark Webber        | Red Bull-Renault     | 78   | 1:46.06,557     | 1    | 25 |
| 2    | 8  | Nico Rosberg       | Mercedes             | 78   | +0,643          | 2    | 18 |
| 3    | 5  | Fernando Alonso    | Ferrari              | 78   | +0,947          | 5    | 15 |
| 4    | 1  | Sebastian Vettel   | Red Bull-Renault     | 78   | +1,343          | 9    | 12 |
| 5    | 4  | Lewis Hamilton     | McLaren-Mercedes     | 78   | +4,101          | 3    | 10 |
| 6    | 6  | Felipe Massa       | Ferrari              | 78   | +6,195          | 7    | 8  |
| 7    | 11 | Paul di Resta      | Force India-Mercedes | 78   | +41,537         | 14   | 6  |
| 8    | 12 | Nico Hülkenberg    | Force India-Mercedes | 78   | +42,562         | 10   | 4  |
| 9    | 9  | Kimi Räikkönen     | Lotus-Renault        | 78   | +44,036         | 8    | 2  |
| 10   | 19 | Bruno Senna        | Williams-Renault     | 78   | +44,516         | 13   | 1  |
| 11   | 15 | Sergio Pérez       | Sauber-Ferrari       | 77   | +1 varv         | 23   |    |
| 12   | 17 | Jean-Éric Vergne   | Toro Rosso-Ferrari   | 77   | +1 varv         | 16   |    |
| 13   | 20 | Heikki Kovalainen  | Caterham-Renault     | 77   | +1 varv         | 17   |    |
| 14   | 24 | Timo Glock         | Marussia-Cosworth    | 77   | +1 varv         | 19   |    |
| 15   | 23 | Narain Karthikeyan | HRT-Cosworth         | 76   | +2 varv         | 22   |    |
| 16   | 3  | Jenson Button      | McLaren-Mercedes     | 70   | Kollision       | 12   |    |
| Ret  | 16 | Daniel Ricciardo   | Toro Rosso-Ferrari   | 65   | Styrning        | 15   |    |
| Ret  | 25 | Charles Pic        | Marussia-Cosworth    | 64   | Elektronik      | 21   |    |
| Ret  | 7  | Michael Schumacher | Mercedes             | 63   | Bränsletryck    | 6    |    |
| Ret  | 21 | Vitalij Petrov     | Caterham-Renault     | 15   | Elektronik      | 18   |    |
| Ret  | 14 | Kamui Kobayashi    | Sauber-Ferrari       | 5    | Kollisionsskada | 11   |    |
| Ret  | 10 | Romain Grosjean    | Lotus-Renault        | 0    | Kollision       | 4    |    |
| Ret  | 22 | Pedro de la Rosa   | HRT-Cosworth         | 0    | Kollision       | 20   |    |
| Ret  | 18 | Pastor Maldonado   | Williams-Renault     | 0    | Kollision       | 24   |    |

| Förare och stall som tog poäng ▬▬ |

## Ställning efter loppet
|     | Pos. | Förare           | Poäng |
| --- | ---- | ---------------- | ----- |
| ▲ 1 | 1    | Fernando Alonso  | 76    |
| ▼ 1 | 2    | Sebastian Vettel | 73    |
| ▲ 2 | 3    | Mark Webber      | 73    |
| ▼ 1 | 4    | Lewis Hamilton   | 63    |
| ▲ 2 | 5    | Nico Rosberg     | 59    |

|     | Pos. | Konstruktör      | Poäng |
| --- | ---- | ---------------- | ----- |
| ▬   | 1    | Red Bull-Renault | 146   |
| ▬   | 2    | McLaren-Mercedes | 108   |
| ▲ 1 | 3    | Ferrari          | 86    |
| ▼ 1 | 4    | Lotus-Renault    | 86    |
| ▬   | 5    | Mercedes         | 61    |

- Notering: Endast de fem bästa placeringarna i vardera mästerskap finns med på listorna.